# مسيح الزمان خان
مسيح الزمان خان (1840 - 18 ديسمبر 1910) كان أحد من العلماء الدينية في الهند. هو ادأ واجبات بحيث المستشار الثاني في الجامعة ندوة العلماء بلكناؤ. كانا لائق علي خان ومحبوب علي خان من تلاميذه.

## سيرته
ولد مسيح الزمان خان في شاهجاهانبور عام 1840 (1256 هـ). تلقى تعليمه الابتدائي من أحمد علي شاه ٱبادي ثم سافر إلى حيدرٱباد وهناك تعلم مع اخيه محمد الزمان.
بعد فراغ من حصول العلم عين معلما لابنَي تراب علي خان اسمهما مير سعادة علي خان ومير لائق علي خان. في شهر محرم 1293 هـ عيّن معلماً لنظام حيدر أباد السادس محبوب علي خان. بعد ثلاث سنوات، تم تعيينه مدير نظام حيدرٱباد لجميع الشؤون التعليمية. بعد وفاة مير تراب علي خان عام 1300 هـ، تم تشكيل مجلس جديد وعين خورشيد جاه وناريندرا براشاد أعضاء فيه. استاءوا من مسيح الزمان وخفضوا رتبته وأرسلوا له مذكرة تقاعد في 4 محرم 1301 هـ. بعد أربعة أشهر رجع بشاهجهانبور. حضر مسيح الزمان خان الاجتماع العام الثاني للجامعة ندوة العلماء في لكناو في عام 1895 وعين عضوا منتدبا. بعد استقالة محمد علي مونجري في 19 يوليو 1903، تم تعيينه مديرا مؤقتا لندوة العلماء لمدة ثلاث سنوات.  صدرت مجلة «الندوة» الصادرة عن ندوة العلماء من شاهجهانبور خلال فترة توليه منصب مديرها. استقال من ندوة العلماء في 21 أبريل 1905. توفي في 17 ديسمبر 1910.

### قائمة المراجع
- الحسني، سيد محمد (مايو 2016). سيرت حضرت مولانا محمد علي مونجري: باني ندوة العلماء (بالأوردية) (ط. 4). لكناؤ: مجلس الصفاحة و النشرية: ندوة العلماء. OCLC:1202732841.
- خان، شمس التبريز (2015). "مولانا مسيح الزمان خان كا دور نظامت". تاريخ ندوة العلماء [تاريخ ندوة العلماء] (بالأوردية). لكناؤ: مجلس الصفاحة و النشرية. ج. 2. ص. 19–39.